# Claude Joseph
Claude Joseph (4 aprile 1980) è un politico haitiano, ministro degli Affari Esteri di Haiti dal 4 marzo 2020 al 25 novembre 2021. Il 14 aprile 2021 aveva assunto la carica di primo ministro di Haiti ad interim dopo le dimissioni di Joseph Jouthe e successivamente, dal 7 luglio 2021, anche quella di presidente di Haiti ad interim in seguito all’assassinio del Presidente Jovenel Moïse. Il 20 luglio 2021 ha ceduto la guida del governo al nuovo primo ministro Ariel Henry, che gli è succeduto anche come presidente ad interim, ma ha conservato la carica di ministro degli Esteri.